# Гервели (Воложинский район)
Гервели (бел. Гервеле) — деревня в Раковском сельсовете Воложинского района Минской области Белоруссии.
Расположена в 36 км на восток от Воложина, в 10 км от железнодорожной станции «Радошковичи» линии Минск — Молодечно, в 35 км от Минска.

## История
Упоминается впервые в 1910 году под названием Гирвели, после ВОВ Гервеле, а русское название - Гервели.
Тогда население было 37 человек, в 1936 - 46 человек, в 1999 - 52 человека, в 2001 - около 80, в 2009 - 28 человек а уже в 2019 - 16 человек.

## Население
```
1910 - 37 человек
1936 - 46 человек
1999 - 52 человека
2001 - ~80~ человек
2009 - 28 человек
2019 - 16 человек
```